# Thomas Youngblood
Thomas Youngblood, född 29 maj 1974, är en amerikansk gitarrist. Han började spela gitarr vid 17 års ålder, och bildade år 1991 power metal-bandet Kamelot tillsammans med Richard Warner. 
Han är gift med sopranen Mari Youngblood, som också sjungit på en del av Kamelots senare skivor. Tillsammans har de dottern Annelise Youngblood, som bland annat medverkat som "Baby Alena" i låten Soul Society på skivan The Black Halo, ett konceptalbum baserad på det poetiska verket Faust.

## Utrustning
I sitt musikutövande använder Thomas Youngblood bland annat följande utrustning:
- Ampeg VH-140C, gitarrförstärkare
- BOSS, pedaler
- ESP Custom Eclipse, gitarrer
- ESP Horizon II, gitarrer
- ESP Viper, gitarrer
- Line 6 FBV, pedaler
- Line 6 HD 147, gitarrförstärkare
- JIMY, plektrum och plektrumskydd
- Sennheiser Wireless System, trådlös informationsöverföring
- Takamine Classical, gitarrer
- TKL, gitarrfodral